# Кубок Короля Бахрейну з футболу 2016
Кубок Короля Бахрейну з футболу 2016 — 61-й розіграш кубкового футбольного турніру у Бахрейні. Офіційне жеребкування кубку відбулось 24 грудня 2015 року. Титул володаря кубка здобув Аль-Мухаррак.

## Попередній раунд
| Команда 1       | Рахунок | Команда 2            |
| --------------- | ------- | -------------------- |
| 28 грудня 2015  |         |                      |
| Аль-Шабаб (2)   | 2:1     | Іса Таун (2)         |
| Аль-Іттіхад (2) | 2:0     | Аль-Тамадун Бурі (2) |
| Аль-Іттіфак (2) | 0:1     | Калалі (2)           |

## 1/8 фіналу
| Команда 1       | Рахунок         | Команда 2      |
| --------------- | --------------- | -------------- |
| 18 січня 2016   |                 |                |
| Калалі (2)      | 0:9             | Малкія         |
| Сітра           | 0:3             | Аль-Хідд       |
| 19 січня 2016   |                 |                |
| Іст Ріффа       | 1:1 дч пен. 1:3 | Манама Клаб    |
| Будая (2)       | 1:2 дч          | Аль-Наджма (2) |
| 20 січня 2016   |                 |                |
| Бахрейн (2)     | 1:0 дч          | Бусайтін       |
| Аль-Хала        | 1:4             | Аль-Аглі       |
| 21 січня 2016   |                 |                |
| Аль-Шабаб (2)   | 0:5             | Аль-Мухаррак   |
| Аль-Іттіхад (2) | 0:4             | Аль-Ріффа      |

## 1/4 фіналу
| Команда 1     | Рахунок         | Команда 2      |
| ------------- | --------------- | -------------- |
| 30 січня 2016 |                 |                |
| Аль-Аглі      | 0:0 дч пен. 5:4 | Малкія         |
| Аль-Мухаррак  | 6:2             | Манама Клаб    |
| 31 січня 2016 |                 |                |
| Аль-Хідд      | 0:2             | Аль-Ріффа      |
| Бахрейн (2)   | 1:3             | Аль-Наджма (2) |

## 1/2 фіналу
| Команда 1      | Рахунок | Команда 2    |
| -------------- | ------- | ------------ |
| 19 лютого 2016 |         |              |
| Аль-Наджма (2) | 1:6     | Аль-Мухаррак |
| 20 лютого 2016 |         |              |
| Аль-Аглі       | 1:2     | Аль-Ріффа    |

## Фінал
| 3 березня 2016 17:00 (EEST) |

| Аль-Мухаррак                                         | 3:1      | Аль-Ріффа            |
| ---------------------------------------------------- | -------- | -------------------- |
| Абдулла Ясер 24' Алі Джамаль 89' Джамаль Рашид 90+1' | Протокол | Махмуд Аль-Мавас 37' |

| Бахрейнський національний стадіон, Ріффа Глядачів: 10 000 Арбітр: Валід Махмуд |